# Sophie Turner
Sophie Turner Jonas, född 21 februari 1996 i Northampton, är en brittisk skådespelerska.
Turner debuterade i rollen som Sansa Stark i TV-serien Game of Thrones. År 2013 långfilmsdebuterade hon i Isabel Coixets film Another Me där hon hade huvudrollen och spelade mot bland andra Jonathan Rhys Meyers och Rhys Ifans. År 2016 gjorde hon rollen som Jean Grey i X-Men: Apocalypse och upprepade rollen i uppföljaren X-Men: Dark Phoenix.
Den 15 oktober 2017 förlovade Turner sig med artisten Joe Jonas. Paret gifte sig vid ett överraskningsbröllop i Las Vegas den 1 maj 2019 och tillsammans har de två döttrar, födda i juli 2020 respektive 2022. I september 2023 ansökte Jonas om skilsmässa.

## Filmografi i urval
| År        | Titel               | Roll                | Noteringar |
| --------- | ------------------- | ------------------- | ---------- |
| 2011–2019 | Game of Thrones     | Sansa Stark         | TV-serie   |
| 2013      | Another Me          | Fay                 |            |
| 2013      | The Thirteenth Tale | Adeline March       | TV-film    |
| 2015      | Barely Lethal       | Heather             |            |
| 2015      | Alone               | Penelope            |            |
| 2016      | X-Men: Apocalypse   | Jean Grey / Phoenix |            |
| 2019      | X-Men: Dark Phoenix | Jean Grey / Phoenix |            |
| 2022      | Do Revenge          | Erica               |            |
| 2022      | The Staircase       | Margaret Ratliffe   | TV-serie   |
| 2024      | Joan – juveltjuven  | Joan                | TV-serie   |